# Büroreform
Die Bemühungen um eine Stärkung des Registraturwesens führten in den 1920er- und 1930er-Jahren zur so genannten Büroreform, deren Maßnahmen teilweise die Verwaltungen bis heute beeinflussen.

## Neuerungen
Die wichtigsten Neuerungen waren:
- die Abschaffung des Tagebuches
- Die Auflösung der Zentralregistraturen
- Die Einführung von Aktenplänen zur vorausschauenden Strukturierung der Aktenüberlieferung
- Die Einführung des Aktenzeichens

### Das Tagebuch
Das Tagebuch bietet die Möglichkeit, den gesamten Lauf des Schriftstückes im Geschäftsverkehr vom Eingang über die verschiedenen Bearbeitungsstationen bis zum Abheften genau zu verfolgen.

### Die Zentralregistraturen
Die Zentralregistraturen, in denen das Schriftgut nach einheitlichen Grundsätzen geordnet und abgelegt wurde, wurden zu Gunsten der dezentralisierten Aktenführung aufgelöst, in der jeder Sachbearbeiter seine Akten selbst verwaltet.

### Der Aktenplan
Aktenpläne waren das wesentliche Element, um die sich aus der Abschaffung des Tagebuches und der Auflösung von Zentralregistraturen ergebende Nachteile zu kompensieren. Sie müssen systematisch stufenförmig aufgebaut sein, um den inneren Zusammenhang der jeweilig abgebildeten Arbeitsbereiche auszubilden und die Schriftführung und -verwaltung übersichtlich, schnell und reibungslos zu gestalten.
Für Behörden und Verwaltungszweige mit einem gleichartigen Aufgabenspektrum hat sich die Erstellung von Einheitsaktenplänen durchgesetzt – ein System, das sich gerade in den Kommunalverwaltungen mit einer relativ gleichförmigen Aufgaben- und Verwaltungsgliederungsstruktur zur Verwaltungsvereinfachung anbot.

### Das Aktenzeichen
An die Stelle der Tagebuchnummer, die als ordnungsneutrales Geschäftszeichen den Lauf des Schriftstückes vom Eingang bis zur Erledigung begleitete, aber keinerlei Rückschluss an den Inhalt des Schriftstückes und seine Aktenzugehörigkeit bot, trat das Aktenzeichen auf. Das Aktenzeichen gibt durch seine Anbindung an den Aktenplan sofort Auskunft über die sachbearbeitende Stelle und macht die organisatorische Zuordnung eines Vorganges unmittelbar erkennbar.

### Aufbewahrung
Neben diesen inhaltlich motivierten Neuerungen, änderte sich auch die Ablage- und Formatierungssystematik der Akten. Anstelle der in Preußen üblichen fadengehefteten Akten mit liegender Aufbewahrung traten die Stehordner.